# 平野治男
平野 治男（ひらの はるお、1955年 - ）は、日本の元子役、元俳優。劇団ひまわりに所属していた。

## 来歴・人物
東京都出身。1959年ごろ、劇団ひまわりに入団。テレビドラマや映画に出演していたが、10代後半の頃に芸能界を引退。
2009年、新宿ロフトプラスワンにて開催されたイベント『超大怪獣サミット』にトークゲストとして出席し、現役当時のエピソードを披露した。また、2016年には『シン・ゴジラ』の公開を記念してTOHOシネマズ新宿にて開催された『キングコング対ゴジラ』（4Kデジタルリマスター完全版）上映会のトークショーに登壇し、現役当時の初号フィルムよりも綺麗になった映像に新たな発見があって衝撃を受けたとの旨を明かしている。

## 出演作品

### 映画
- キングコング対ゴジラ（1962年、東宝） - チキロ（ファロ島の少年） 役[1]
- 殺人者を追え（1962年、日活） - 桜井洸一 役[1]

### テレビドラマ
- 七人の刑事（TBS）[1]